# Ansar Dine

Vlajka Ansar Dine

Ansar Dine (česky „Obránci víry“) je militantní islamistická skupina podezřelá z vazeb na al-Káidu v islámském Maghrebu. Jejím cílem je zavedení islámského práva na území Mali. Skupina zahájila svou činnost v dubnu 2012 během povstání Tuaregů s cílem ustanovit v severním Mali nezávislý stát Azavad. Do mezinárodního povědomí vstoupila skupina především ničením súfistických svatyní ve městě Timbuktu.